# El noveno mandamiento
El noveno mandamiento es una telenovela mexicana producida por Lucero Suárez para Televisa en el 2001. Está basada en una radionovela cubana del mismo nombre escrita originalmente por René Allouis.
La primera etapa está protagonizada por Daniela Castro y Armando Araiza, y con las participaciones antagónicas de Chantal Andere y Salvador Sánchez.
La segunda etapa tiene como protagonistas a Daniela Castro y Francisco Gattorno, y con las participaciones antagónicas de Alma Muriel, Salvador Sánchez y Ana Patricia Rojo. Cuenta además con las actuaciones estelares de Alejandro Ibarra y Juan Carlos Serrán.
Las grabaciones de la serie comenzaron el 2 de octubre del 2000 en los estudios de Televisa San Ángel y terminaron el 20 de diciembre del 2000 con un total de 80 episodios producidos. 

## Argumento
La historia ocurre en un pequeño pueblo de Veracruz, la cual se divide en dos etapas similares, en la primera dos hermanas Isabel y Clara se enamoran  del mismo hombre Leandro, al final de esta etapa Isabel muere en un accidente dejando a su hija Ana huérfana de madre, y no siendo reconocida por Clara como sobrina, y su padre Leandro como la misma niña nunca se enteran del secreto del lazo de sangre que los une. La segunda etapa comienza veinte años después con Ana la hija de Isabel y Leandro convertida en una bella y atractiva joven muy parecida a su madre y por otra parte los hermanos Rodrigo y Bruno Betancourt los cuales al morir sus padres quedan a cargo de su abuela paterna Doña Eugenia D`Anjou Vda. de Betancourt, una mujer de alta clase, distinguida pero con prejuicios y por consiguiente no permite que sus nietos mantengan relaciones con Ana creyendo que ella es una recogida como lo ha hace creer Clara durante todo ese tiempo, pero la verdad es descubierta después de todos los obstáculos y adversidades a las que se enfrenta Ana. Al igual que los hermanos Betancourt se enamoran de Ana. Ana y Fabiola se enamoraran de Rodrigo y así se crea un cuadro amoroso entre estos personaje faltando al "IX" mandamiento: "No desearás a la mujer/al hombre de tu hermano/hermana prójimo".

## Elenco

### Primera etapa
- Daniela Castro - Isabel Durán
- Armando Araiza - Leandro Villanueva
- Chantal Andere - Clara Durán
- Salvador Sánchez - Andrés Roldán Martínez
- Martha Roth - Doña Eugenia D`Anjou Vda. de Betancourt
- Ernesto Godoy - Ramiro González
- Lupita Lara - Elena de Villanueva
- Gustavo Negrete - Álvaro Villanueva
- Héctor Sáez - Padre Juan Molina
- Arlette Pacheco - Alicia Jiménez
- Zulema Cruz - Carmen Juárez de Roldán
- Luis Reynoso - Óscar
- Bárbara Gómez - Tomasa
- Maripaz García - Margarita
- Martín Rojas - Juancho
- Liza Burton - Salomé
- Jorge Capin - Efrén González
- Ricardo Vera - Víctor
- Jana Raluy - Lola
- Fernando Morín - David Betancourt D`Anjou
- Guadalupe Bolaños - Luisa de Betancourt
- María Montejo - Doña Rosario
- Stefy Ebergenyl - Anita
- Geraldine Galván - Fabiolita
- Jorge Trejo - Brunito
- Landa Solares - Rodriguito

### Segunda etapa
- Daniela Castro - Ana Jiménez / Ana Villanueva Durán
- Francisco Gattorno - Rodrigo Betancourt
- Alma Muriel - Clara Durán de Villanueva
- Ana Patricia Rojo - Fabiola Durán Del Valle
- Alejandro Ibarra - Bruno Betancourt
- Juan Carlos Serrán - Leandro Villanueva
- Salvador Sánchez - Andrés Roldán Martínez
- Martha Roth - Doña Eugenia D`Anjou Vda. de Betancourt
- Silvia Lomelí - Gabriela Treviño
- Roberto Miquel - Jorge Lozano Castro
- Marcia Coutiño - Sofía Gómez
- Alejandro Ruiz - Diego Gascón
- Hilda Aguirre - María de Treviño
- Octavio Galindo - Vicente Treviño
- Arlette Pacheco - Alicia Jiménez
- Arsenio Campos - Ramiro González
- Zulema Cruz - Carmen Juárez de Roldán
- Yurem Rojas - Enrique Lozano "El Ratón"
- Claudia Elisa Aguilar - Sabina vda. de Pérez
- Radamés de Jesús - Ramón Pérez
- Alberto Estrella - Felipe Ruiz
- Lidia Jiménez - Eufrasia
- César Évora - Él mismo
- Polly - Zulema
- Juan Imperio - Mariano
- Graciela Bernardos - Lola
- Luis Reynoso - Óscar
- Eduardo Cáceres - Bernardo Lozano
- Arturo Paulet - Onésimo
- Ulises Pliego - Pablo

## Equipo de producción
- Historia original: René Allouis
- Versión libre: Ximena Suárez, Virginia Quintana
- Edición literaria: Alejandra León de la Barra
- Asesoría literaria: Salvador Fernández
- Tema musical: Mi amor es un pecado
- Música: Adrián Posse
- Letra: Cynthia Salazar
- Interpreta: Innis
- Música incidental: Fernando Miguélez, Roberto Valenzuela
- Escenografía: Ángeles Márquez, Fernando Viguri
- Ambientación: Manuel Domínguez
- Diseño de vestuario: Mónica Aceves, Mariana Melgarejo
- Musicalizador: Juan López
- Editora: Socorro Manrique
- Jefes de producción: Luis Bonillas, Eduardo Ricalo
- Coordinación de producción: Fernanda Gutiérrez, Karla Hernández, Ángel Villaverde
- Dirección de cámaras en locación: Armando Zafra
- Dirección de escena en locación: Eric Morales
- Dirección de cámaras en foro: Gabriel Vázquez Bulmán
- Dirección de escena en foro: Xavier Marc, Gastón Tuset
- Productora ejecutiva: Lucero Suárez